# Epidendrum anisatum
Epidendrum anisatum är en orkidéart som beskrevs av Juan José Martinez de Lexarza. Epidendrum anisatum ingår i släktet Epidendrum och familjen orkidéer. Inga underarter finns listade i Catalogue of Life.